# Лютик ядовитый
Лю́тик ядови́тый (лат. Ranunculus sceleratus) — одно- или двулетнее травянистое растение; вид рода Лютик (Ranunculus) семейства Лютиковые (Ranunculaceae). Очень ядовит.

## Ботаническое описание

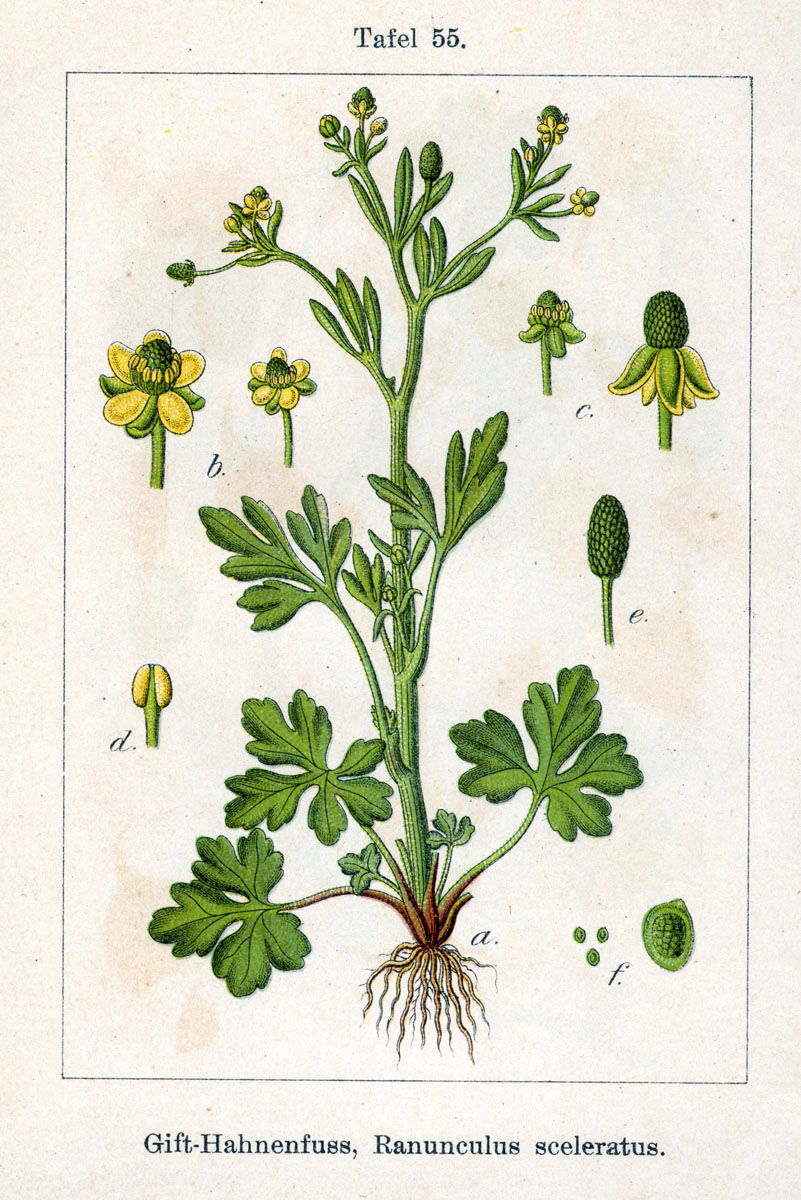

Стебель 10—70 см высотой, прямой, полый, ветвистый.
Листья блестящие, слегка мясистые, разделённые на три округлые или яйцевидные доли.
Цветки мелкие, светло-жёлтые, 7—10 мм в диаметре. Чашелистиков пять, золотисто-жёлтых лепестков пять. Формула цветка: {\displaystyle \ast K_{5}\;C_{5}\;A_{10-20}\;G_{\infty }}.
Плодики с почти прямым носиком.
Цветёт в конце весны и летом.

## Распространение и экология
Обычное растение илистых мест, канав, берегов водоемов.

## Хозяйственное значение и применение
Нектар содержит ранункулин и протоанемонин, которые обладают раздражающим и наркотическим действием. При попадании нектара в кишечник пчёлы становятся агрессивными, а затем погибают.

## Классификация

### Таксономия
Ranunculus sceleratus L., 1753, Sp. Pl. : 551
Вид Лютик ядовитый относится к роду Лютик (Ranunculus) семейства Лютиковые (Ranunculaceae) порядка Лютикоцветные (Ranunculales). Таксономическая схема в соответствии с Системой APG IV по состоянию на июнь 2024 года:
|  |                                      |  |                                   |                                   |                     |  | ещё 6 семейств | ещё 6 семейств |                    |  |                         |  | еще 1 615 подтвержденных видов и 480 видов, ожидающих подтверждения | еще 1 615 подтвержденных видов и 480 видов, ожидающих подтверждения |  |
|  |                                      |  |                                   |                                   |                     |  | ещё 6 семейств | ещё 6 семейств |                    |  |                         |  | еще 1 615 подтвержденных видов и 480 видов, ожидающих подтверждения | еще 1 615 подтвержденных видов и 480 видов, ожидающих подтверждения |  |
|  |                                      |  |                                   | порядок Лютикоцветные             |                     |  |                |                | род Лютик          |  |                         |  |                                                                     |                                                                     |  |
|  |                                      |  |                                   | порядок Лютикоцветные             |                     |  |                |                | род Лютик          |  | 2 внутривидовых таксона |  |                                                                     |                                                                     |  |
|  | отдел Цветковые, или Покрытосеменные |  |                                   |                                   | семейство Лютиковые |  |                |                | вид Лютик ядовитый |  |                         |  |                                                                     |                                                                     |  |
|  | отдел Цветковые, или Покрытосеменные |  |                                   |                                   |                     |  |                |                |                    |  |                         |  |                                                                     |                                                                     |  |
|  |                                      |  | ещё 63 порядка цветковых растений | ещё 63 порядка цветковых растений |                     |  |                | ещё 53 рода    | ещё 53 рода        |  |                         |  |                                                                     |                                                                     |  |
|  |                                      |  |                                   | ещё 63 порядка цветковых растений |                     |  |                |                | ещё 53 рода        |  |                         |  |                                                                     |                                                                     |  |

### Синонимы
- Adonis palustris Raeusch
- Batrachium sceleratum Th.Fries ex A.Pohl
- Hecatonia palustris Lour.
- Hecatonia scelerata Fourr.
- Ranunculus apiophyllus St.-Lag.
- Ranunculus carnosus Wall.
- Ranunculus eremogenes var. longissimus Lunell
- Ranunculus holophyllus Hance
- Ranunculus indicus Roxb.
- Ranunculus oryzetorum Bunge
- Ranunculus sceleratus f. sceleratus
- Ranunculus sceleratus var. eremogenes Garrett
- Ranunculus sceleratus var. longissimus (Lunell) L.D.Benson
- Ranunculus sceleratus var. sceleratus
- Ranunculus sceleratus var. sinensis H.Lév. & Vaniot
- Ranunculus umbellatus Roxb. ex Willd.